# Volker Kemper
Volker Kemper (* 6. Oktober 1960) ist ein ehemaliger deutscher Fußballspieler.

## Werdegang
Der Abwehrspieler Volker Kemper gehörte in der Saison 1984/85 zum Kader des Bundesligisten Arminia Bielefeld. Am 6. Oktober 1984 gab er sein Bundesligadebüt, als er beim 2:1-Sieg gegen den FC Schalke 04 für Detlef Schnier eingewechselt wurde. Vier Tage später machte er bei der 0:4-Niederlage der Arminia beim Hamburger SV sein zweites und letztes Bundesligaspiel und kam über die volle Spielzeit zum Einsatz. Am Saisonende verließ Kemper den Verein mit unbekanntem Ziel.